# Riot Act
Az 1714-es Riot Act (1 Geo. 1, c. 5, magyarul lázadási törvény) a brit parlament egyik törvénye volt, mely felhatalmazta a helyi hatóságokat, hogy bármely tizenkétfősnél nagyobb csoportot törvénytelenül összegyűltnek nyilvánítson és így annak büntetés terhe alatt szét kellett oszolnia. A törvény, melynek hosszú címe „An act for preventing tumults and riotous assemblies, and for the more speedy and effectual punishing the rioters” (magyarul Törvény a tumultusok és lázadó gyűlések ellen és a lázadók gyors és hatásos megbüntetésért), 1715. augusztus 1-jén lépett hatályba, és egészen 1973-ig hatályos volt.

## Bevezetés és cél
A Riot Act parlament elé tárásakor Nagy Britannia polgári zavargásokat élt meg, mint amilyen a Sacheverell lázadás is volt. A preambulum utalást tesz sok felkelő lázadásra és felfordulásra [melyek az utóbbi időben] ezen királyság különböző részeiben történtek, hozzátéve, hogy azok akik részt vettek bennük azért teszik, mert a jelenlegi törvények által előírt büntetések nem elegendőek ilyen szörnyű bűntettekre.

## Fő rendelkezések

### Lázadó gyülekezet kikiáltása
A törvény létrehozott egy folyamatot bizonyos helyi tisztviselők számára, hogy kiáltványban parancsolhassák meg bármely tizenkétfősnél nagyobb csoport szétoszlását, akik „törvénytelenül, lázadóan és lármásan gyűltek össze.” Ha a csoport nem tudott húsz percen belül szétoszlani mindenki aki még össze volt gyűlve halállal büntethető bűncselekményt követett el, anélkül, hogy kérhette volna az egyház segítségét a büntetése enyhítésében.
A kiáltványt egy városban megtehette a polgármester, törvényszolga (Bailiff) vagy „más vezető tisztviselő”, vagy egy békebíró. Máshol ezt a békebíró, a seriff vagy a helyettese tehette meg. A kiáltvány fel kellett olvasni az összegyűlt tömegnek, és követnie kellett a törvényben meghatározott precíz megfogalmazást; több ítéletet meg semmisítettek, mert a kiáltvány bizonyos részeit, különösen az „Isten óvja a királyt” szakaszt kihagyták[forrás?].
A felolvasandó szöveg a következő volt:
Our Sovereign Lord the King chargeth and commandeth all persons, being assembled, immediately to disperse themselves, and peaceably to depart to their habitations, or to their lawful business, upon the pains contained in the act made in the first year of King George, for preventing tumults and riotous assemblies. God Save the King!
Magyarul, körülbelül:
Felséges urunk, a király felszólítja és parancsolja az összes összegyűlt személynek, hogy azonnal oszlassák szét magukat és békésen távozzanak otthonaikba vagy törvényes üzletükhöz, a György király uralkodásának első évében hozott a csődületeket és lázadó gyülekezeteket tiltó törvényben található büntetések terhe mellett. Isten óvja a királyt!

### A kiáltvány felolvasásának következményei
Ha a csoport nem oszlott fel a kiáltvány felolvasása után eltelt húsz percben a törvény feljogosította a hatóságokat, hogy erőszakkal oszlassák fel a tömeget. Bárki aki segített a feloszlatásban fel volt mentve minden a tömeg tagjainak megsérüléséből vagy meghalásából fakadó jogi következményektől.
Mivel a törvény széles hatáskört biztosított, ezért a közrend védelme mellett politikai célokra is alkalmazták. Egy különösen hírhedt esete a törvény alkalmazásának a Peterloo mészárlás 1819-ben Manchesterben.

### Más rendelkezések
A törvény szintén halállal büntethető bűncselekménnyé nyilvánította, egyházi segítség lehetősége nélkül, hogy „bármely törvénytelenül, lázadóan és lármásan összegyűlt személy” komoly sérülést okozzon (vagy kezdjen el okozni) az istentiszteleti helyekben, házakban, csűrökben és istállókban.
Amennyiben nem városi területen lévő épületeket ért sérülés a hundred lakóinak kellett a tulajdonosokat kártalanítani. Ellentétben a törvény többi rendelkezésével ehhez polgári keresetre volt szükség. Városok esetén a keresetet be lehetett nyújtani kettő vagy több megnevezett személy ellen is.
A törvény alapján kezdett eljárásokat az eseményt követő egy évre korlátozták.

## Későbbi történelem az Egyesült Királyságban és máshol
A Riot Act idővel használaton kívülre került és végül visszavonták az Egyesült Királyságban 1973-ban a Statute Law (Repeals) Act 1973 segítségével (ekkorra a lázadás már nem volt halállal büntethető).

## „Read the Riot Act”
Mivel a hatóságoknak fel kellett olvasniuk a Riot Actben meghatározott kiáltványt mielőtt betartathatták volna, a to read the riot act (felolvasni a riot actet) kifejezés a mindennapi nyelv része lett, jelentése „szigorúan figyelmeztet valakit, hogy javítson a viselkedésén.” A kifejezés továbbra is része az angol nyelvnek annak ellenére, hogy a törvény maga már régóta történelemmé vált.

## Fordítás
- Ez a szócikk részben vagy egészben  a   Riot Act című angol Wikipédia-szócikk ezen változatának fordításán alapul.  Az eredeti cikk szerkesztőit annak laptörténete sorolja fel. Ez a jelzés csupán a megfogalmazás eredetét és a szerzői jogokat jelzi, nem szolgál a cikkben szereplő információk forrásmegjelöléseként.

## Külső hivatkozások
- Az eredeti törvény teljes szövege
- The Criminal Code of Canada (R.S. 1985, c. C-46) Archiválva 2011. január 5-i dátummal a Wayback Machine-ben
- Review of Michael Barnholden, Reading the Riot Act (2005) by Max Sartin